# Österreichische Post

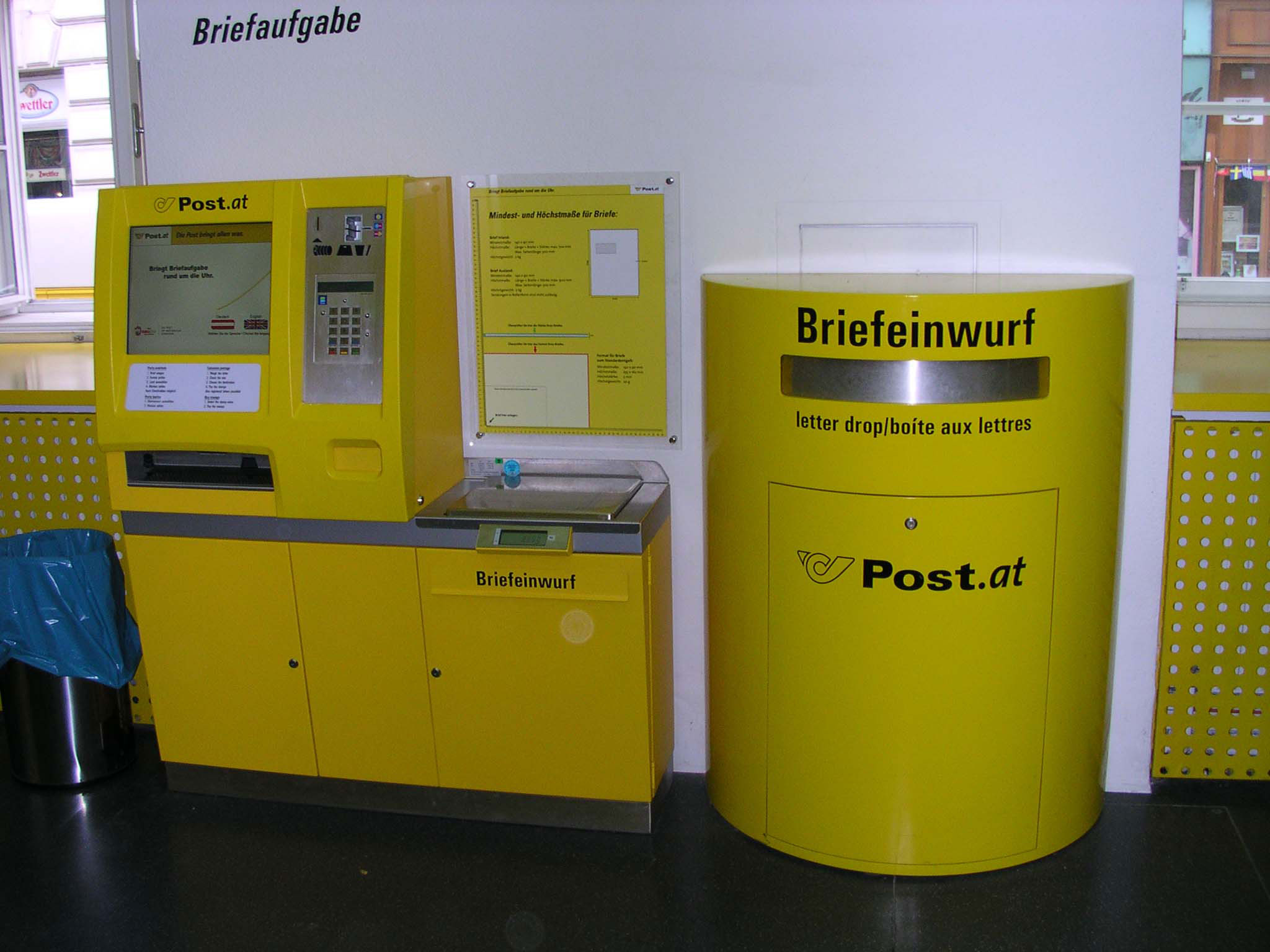
Interior de una sucursal de Österreichische Post.

Österreichische Post AG es una empresa de correos de Austria fundada en 1999, escindida de la división corporativa de correos de la compañía también austríaca Post und Telekom Austria.
El 16 de mayo de 2006, esta empresa invirtió el 49% de su capital en la Bolsa de Viena; sus acciones valían para ese momento entre 17 y 19 euros y poco después ingresó como una empresa componente del índice bursátil austríaco ATX. El restante 51% permanece controlado por el consorcio Österreichische Industrieholding, una empresa encargada de administrar las finanzas de las compañías austríacas nacionalizadas.

## Divisiones corporativas
La empresa se compone de cinco divisiones corporativas:
- Briefpost: Se encarga del envío de cartas en Austria.
- Infomail: Se encarga del envío y la gestión de la correspondencia de grandes empresas e instituciones.
- Medienpost: Esta división se encarga exclusivamente de administrar la correspondencia de los medios impresos.
- Paket & Logistik: Se encarga del envío de paquetes por medio de correo aéreo a nivel internacional.
- Filialnetz: Se encarga de la administración de la red de sucursales de Österreichische Post.